# Sebastian Blomberg
Sebastian Blomberg (ur. 24 maja 1972 w Bergisch Gladbach) – niemiecki aktor.

## Życiorys
Uczęszczał do gimnazjum z internatem Schule Schloss Salem w Salem nad Jeziorem Bodeńskim. W 1995 r. ukończył Max Reinhardt Seminar w Wiedniu. Otrzymał angaże w teatrach w Wiedniu, Bazylei, Zurychu i Hamburgu. W 2003 r. przyszedł do Deutsches Theater Berlin w Berlinie. 6 września 2011 związał się z Residenztheater w Monachium pod kierunkiem Martina Kušeja.
Występował początkowo w krótkometrażowych filmach oraz w mniejszych rolach w produkcjach telewizyjnych.

## Wybrana filmografia

### Filmy
- 1998: Dunckel jako Tommy Dunckel
- 2000: Anatomia (Anatomie) jako Caspar
- 2000: Chill Out jako Johann
- 2000: Niebiański heroes (Himmlische Helden) jako Bugsy
- 2001: Anarchiści (Was tun, wenn’s brennt?) jako Maik
- 2002: Ojcowie (Väter) jako Marco Krieger
- 2002: Olgas Sommer jako Franc
- 2004: Siła złego na jednego (Alles auf Zucker!) jako Joshua Zuckermann
- 2006: Tajemnica torfowiska (Das Geheimnis im Moor) jako dr Til Desno
- 2006: 3 stopnie zimna (3° kälter) jako Jan Engel
- 2007: Dzień dobry, panie Grothe (Guten Morgen, Herr Grothe) jako Michael Grothe
- 2008: Spotkanie w Palermo (Palermo Shooting) jako menedżer / Julian
- 2008: 10 sekund (10 Sekunden) jako Harald Kirchschläger
- 2008: Baader-Meinhof (Der Baader Meinhof Komplex) jako Rudi Dutschke
- 2009: Krwawa hrabina (Die Gräfin) jako Dominic Vizakna
- 2010: Cisza (Das Letzte Schweigen) jako David Jahn
- 2011: Hotel Lux jako Karl-Heinz Müller
- 2011: Jeśli nie my, to kto? (Wer wenn nicht wir) jako Klaus Roehler
- 2012: Kołysanka pościgowa (Nachtlärm) jako Marco
- 2015: Fritz Bauer kontra państwo jako Ulrich Kreidler

### Seriale TV
- 1999: T.E.A.M. Berlin jako Clemens
- 1999: Alma – A Show Biz ans Ende jako Walter Gropius
- 2004: Tatort: Abgezockt jako Ritchy Horst
- 2018: Tatort: Zeit der Frösche jako Martin Rascher
- 2021: Plemiona Europy (Tribes of Europa) jako Yvar
- 2021: Tatort: Blind Date jako Martin Rascher